# Лефкас (дим)
Лефка́с (греч. Δήμος Λευκάδας) — община (дим) в Греции. Входит в периферийную единицу Лефкас в периферии Ионические острова. Включает острова Каламос, Кастос и Лефкас. Население 22 652 жителя по переписи 2011 года.  Площадь 333,58 квадратного километра. Плотность 67,91 человека на квадратный километр. Административный центр — Лефкас. Димархом на местных выборах 2014 года выбран Костас Дракондаидис (Κώστας Δρακονταειδής).
В 2010 году по программе «Калликратис» к общине Лефкас присоединены упразднённые общины Аполониос, Карья, Сфакьотес и Эломенон, а также сообщества Каламос и Кастос.

## Административное деление

Административное деление общины:
1 — Лефкас
2 — по часовой стрелке снизу: Аполониос, Сфакьотес, Карья, Эломенон, Каламос, Кастос

Община (дим) Лефкас делится на 7 общинных единиц.